# Райна (певица)
Райна (сценический псевдоним Райны Кириловой Терзийской (болг. Райна; 30 сентября 1981, Сандански, Болгария) — болгарская певица
 музыкального жанра фолк-поп (сочетания поп-музыки и народной музыки).

## Биография
Крестной матерью Райны была Ванга. Со школьных лет училась на курсах моделей, одновременно занималась спортивными танцами. Позже — карате и лёгкой атлетикой, изучала фольклорное пение. Прежде чем начать карьеру певицы, Райна в течение пяти лет была профессиональной моделью в агентстве Intersound.

## Избранные награды
- 2001 — Мисс Золотой Мустанг
- 2002 — 1-й Приз зрительских симпатий (фольклорный фестиваль «Пирин»)
- 2003 — Мисс Планета ТВ
- 2003 — Дебют года — (Награда New Folk Magazine Awards)
- 2004 — Вокальная формация года — (Награда New Folk Magazine Awards)
- 2004 — 1-й Приз зрительских симпатий (фольклорный фестиваль «Пирин»)
- 2004 — Дуэт года — «Тяжелый диагноз»
- 2005 — Дуэт года — «А это любовь»
- 2006 — Мисс Планета ТВ
- Премия Радио Веселина — «Ты для меня всё»
- 2007 — Мисс Планета ТВ
- 2007 — Премия Radio Signal
- 2008 — Премия за создание оригинального образа на сцене
- 2009 — Премия СМИ за создание оригинального образа
- 2011 — Фольклорный альбом года — «Македонская девушка».
- 2014 — Фольклорный исполнитель года

## Дискография
- Гасне пламък (2002)
- Майко, една си на света (2003)
- Агрессия (2003)
- Добра новина (2004)
- Любов по скалата на Рихтер (2005)
- Райна (2007)
- Както друга никоя (2008)
- Македонско девойче (2011)
- Вътре в мен (2012)
- Хубава си, моя горо (2014)
- Тежко мина младостта (2018)
- Една на миллион (2019)
- Българийо една (2020)